# Cocalodes innotabilis
Cocalodes innotabilis är en spindelart som beskrevs av Fred R. Wanless 1982. Cocalodes innotabilis ingår i släktet Cocalodes och familjen hoppspindlar. Inga underarter finns listade i Catalogue of Life.